# Euklid

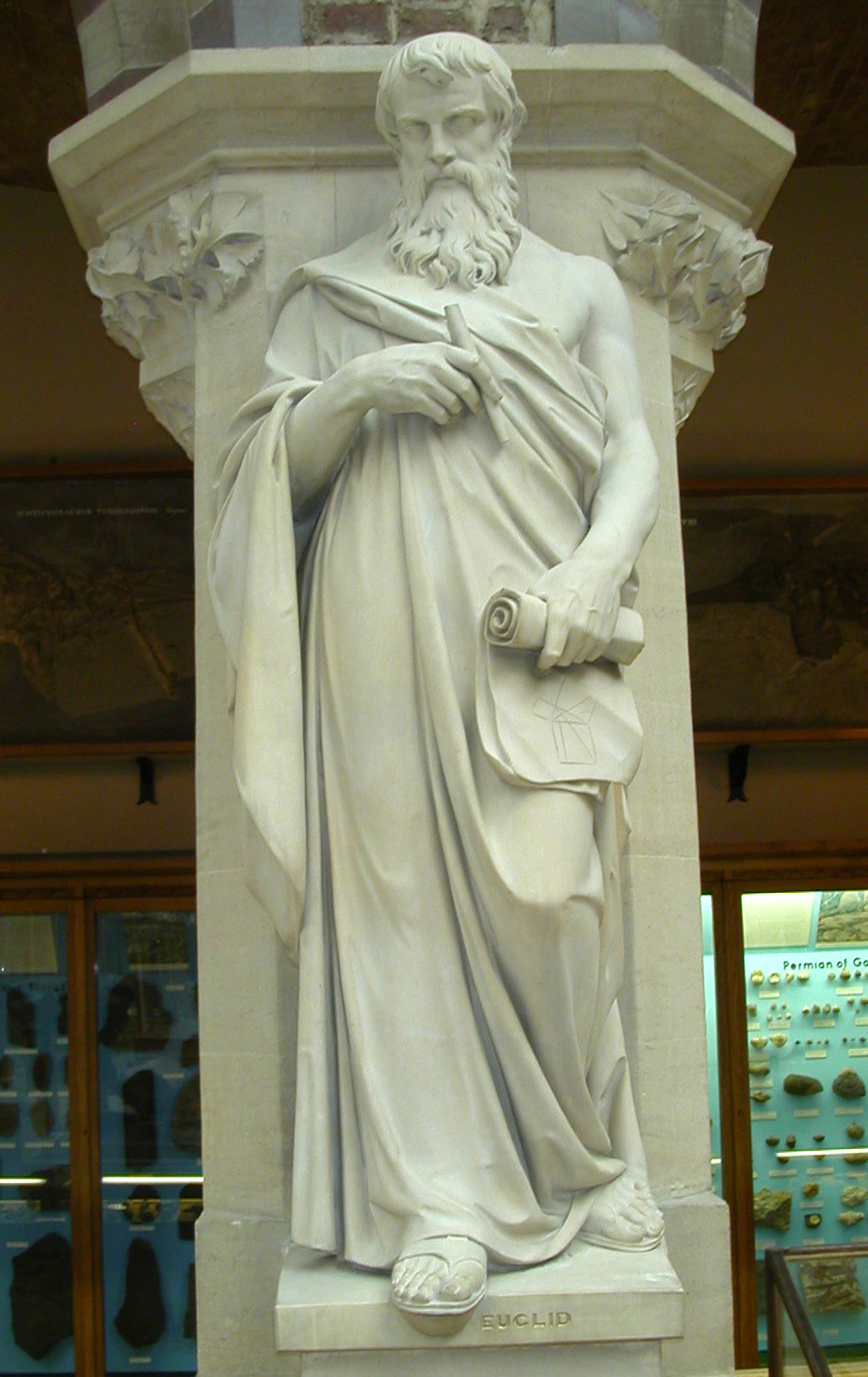
Darstellung Euklids, Oxford University Museum

Euklid von Alexandria, kurz Euklid (altgriechisch Εὐκλείδης Eukleídēs, latinisiert Euclῑdēs), war ein griechischer Mathematiker, der wahrscheinlich im 3. Jahrhundert v. Chr. in Alexandria gelebt hat.

## Leben
Über das Leben Euklids ist fast nichts bekannt. Aus einer Notiz bei Pappos hat man geschlossen, dass er im ägyptischen Alexandria wirkte. Die Lebensdaten sind unbekannt. Die Annahme, dass er um 300 v. Chr. gelebt hat, beruht auf einem Verzeichnis von Mathematikern bei Proklos, Andere Indizien lassen vermuten, dass Euklid etwas älter als Archimedes (ca. 285–212 v. Chr.) war.
Aus einer Stelle bei Proklos hat man auch geschlossen, dass er um das Jahr 360 v. Chr. in Athen geboren wurde, dort seine Ausbildung an Platons Akademie erhielt und dann zur Zeit Ptolemaios I. (ca. 367–283 v. Chr.) in Alexandria wirkte.
Er sollte nicht mit Euklid von Megara verwechselt werden, wie das bis in die frühe Neuzeit häufig geschah, was dazu führte, dass der Name des Euklid von Megara auch auf den Titeln der Ausgaben der Elemente erschien.

## Werke

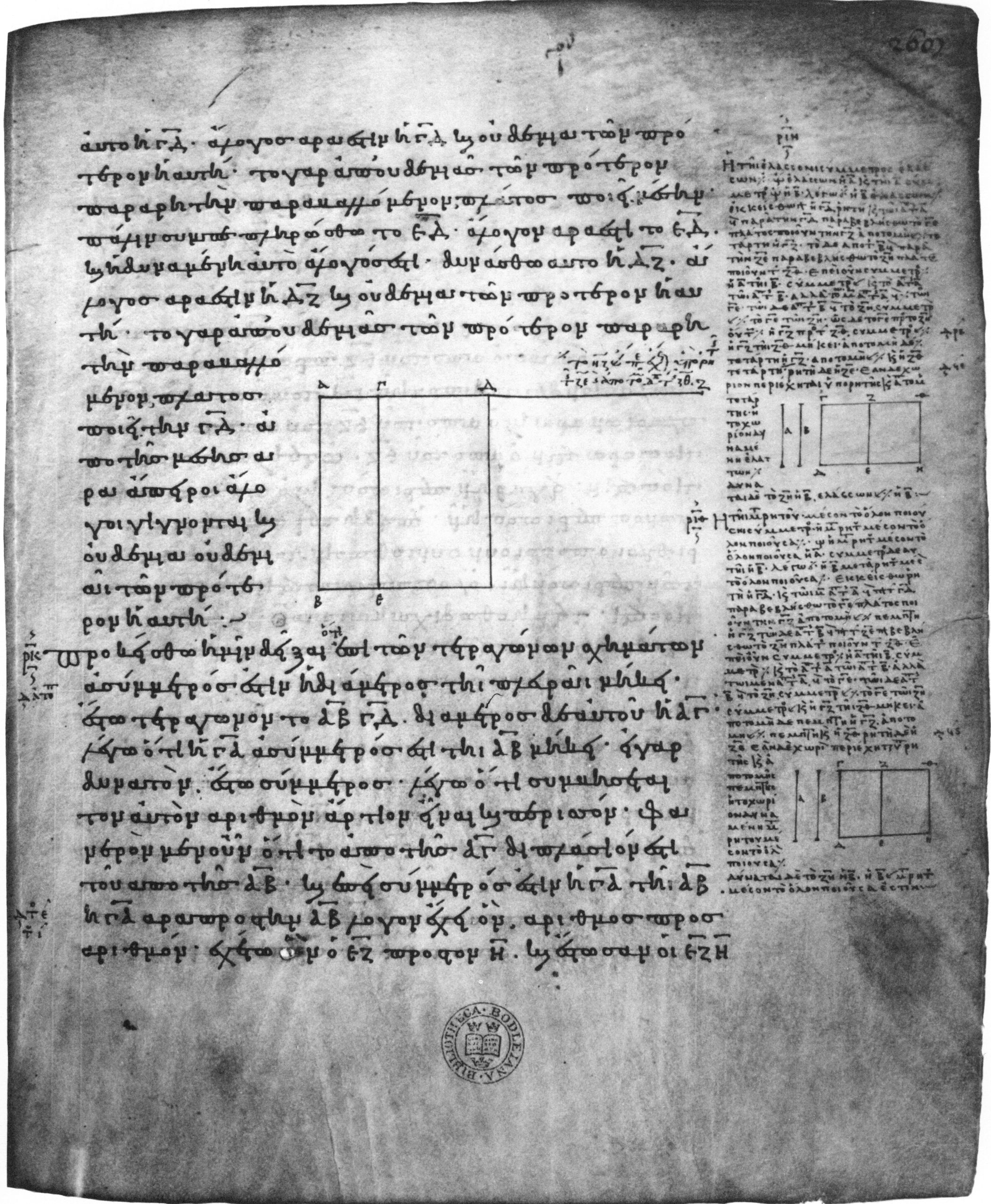
Euklid, Elemente 10, Appendix in der 888 geschriebenen Handschrift Oxford, Bodleian Library, MS. D’Orville 301, fol. 268r

Die überlieferten Werke umfassen sämtliche Bereiche der antiken griechischen Mathematik: das sind die theoretischen Disziplinen Arithmetik und Geometrie (Die Elemente, Data), Musiktheorie (Die Teilung des Kanon), eine methodische Anleitung zur Findung von planimetrischen Problemlösungen von bestimmten gesicherten Ausgangspunkten aus (Porismen) sowie die physikalischen bzw. angewandten Werke (Optik, astronomische Phänomene).
In seinem berühmtesten Werk Elemente (altgriechisch Στοιχεῖα Stoicheia ‚Anfangsgründe‘, ‚Prinzipien‘, ‚Elemente‘) trug er das Wissen der griechischen Mathematik seiner Zeit zusammen. Er zeigte darin die Konstruktion geometrischer Objekte, natürlicher Zahlen sowie bestimmter Größen und untersuchte deren Eigenschaften. Dazu benutzte er Definitionen, Postulate (nach Aristoteles Grundsätze, die akzeptiert oder abgelehnt werden können) und Axiome (nach Aristoteles allgemeine und unbezweifelbare Grundsätze). Viele Sätze der Elemente stammen offenbar nicht von Euklid selbst. Seine Hauptleistung besteht vielmehr in der Sammlung und einheitlichen Darstellung des mathematischen Wissens sowie der strengen Beweisführung, die zum Vorbild für die spätere Mathematik wurde.
Erhaltene Schriften von Euklid sind neben den Elementen, den Data und der Teilung des Kanons: die Optika, Über die Teilung der Figuren (auszugsweise erhalten in einer arabischen Übersetzung) sowie die Phainomena (geometrische Behandlung der Astronomie) (Fragmente ediert von Johan Ludwig Heiberg). Von weiteren Werken sind nur die Titel bekannt: u. a. Pseudaria (Trugschlüsse), Katoptrika.
Die Elemente waren vielerorts bis ins 20. Jahrhundert hinein Grundlage des Geometrieunterrichts, vor allem im angelsächsischen Raum.

## Geometrie – Arithmetik – Proportionslehre
Neben der pythagoreischen Geometrie enthalten Euklids Elemente in Buch VII-IX die pythagoreische Arithmetik, die Anfänge der Zahlentheorie (die bereits Archytas von Tarent kannte) sowie die Konzepte der Teilbarkeit und des größten gemeinsamen Teilers. Zu dessen Bestimmung fand er einen Algorithmus, den euklidischen Algorithmus. Euklid bewies auch, dass es unendlich viele Primzahlen gibt, nach ihm Satz des Euklid genannt. Auch Euklids Musiktheorie baut auf der Arithmetik auf. Ferner enthält das Buch V die Proportionslehre des Eudoxos, eine Verallgemeinerung der Arithmetik auf positive irrationale Größen.

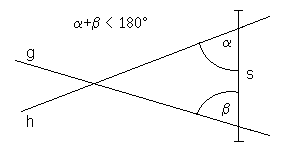
Veranschaulichung von Euklids fünftem Postulat

Das bekannte fünfte Postulat der ebenen euklidischen Geometrie (heute Parallelenaxiom genannt) fordert: Wenn eine Strecke {\displaystyle s} beim Schnitt mit zwei Geraden {\displaystyle g} und {\displaystyle h} bewirkt, dass die innen auf derselben Seite von {\displaystyle s} entstehenden Winkel {\displaystyle \alpha } und {\displaystyle \beta } zusammen kleiner als zwei rechte Winkel sind, dann treffen sich die beiden Geraden {\displaystyle g} und {\displaystyle h} auf eben der Seite von {\displaystyle s}, auf der die Winkel {\displaystyle \alpha } und {\displaystyle \beta } liegen. Schneiden also zwei Geraden eine Strecke (oder Gerade) so, dass die auf einer Seite von der Strecke und den zwei Geraden eingeschlossenen zwei Winkel kleiner als 180° sind, dann schneiden sich die beiden Geraden auf dieser Seite und begrenzen zusammen mit der Strecke (oder dritten Geraden) ein Dreieck.
Für die Wissenschaftsgeschichte ist die Beschäftigung mit dem Parallelenaxiom von großer Bedeutung, weil sie viel zur Präzisierung von mathematischen Begriffen und Beweisverfahren beigetragen hat. Im Zuge dessen wurde im 19. Jahrhundert auch die Unzulänglichkeit der euklidischen Axiome offenkundig. Eine formale Axiomatik der euklidischen Geometrie findet sich in David Hilberts Werk Grundlagen der Geometrie (1899), das zu vielen weiteren Auflagen und anschließenden Forschungen geführt hat. Darin wird zum ersten Mal ein vollständiger Aufbau der euklidischen Geometrie geleistet, bis hin zur Erkenntnis, dass jedes Modell des Hilbertschen Axiomensystems isomorph zum dreidimensionalen reellen Zahlenraum mit den üblichen Deutungen der geometrischen Grundbegriffe (wie Punkt, Gerade, Ebene, Länge, Winkel, Kongruenz, Ähnlichkeit usw.) in der Analytischen Geometrie ist.
Schon seit der Antike versuchten viele bedeutende Mathematiker vergeblich, das Parallelenaxiom mit den übrigen Axiomen und Postulaten zu beweisen (es wäre dann entbehrlich). Erst im 19. Jahrhundert wurde die Unverzichtbarkeit des Parallelenaxioms mit der Entdeckung einer nichteuklidischen Geometrie durch Bolyai und Lobatschewski klar. Die Poincaré’sche Halbebene H ist ein Modell für ein solches Axiomensystem, in dem das Parallelenaxiom nicht gilt. Somit kann das Parallelenaxiom nicht aus den übrigen Axiomen gefolgert werden (siehe nichteuklidische Geometrie).

## Musiktheorie
In Euklids musiktheoretischer Schrift Die Teilung des Kanon (griechisch Katatomē kanonos, lat. Sectio canonis), die als authentisch einzustufen ist, griff er die Musiktheorie des Archytas auf und stellte sie auf eine solidere akustische Basis, nämlich auf Frequenzen von Schwingungen (er sprach von Häufigkeit der Bewegungen). Er verallgemeinerte dabei den Satz des Archytas über die Irrationalität der Quadratwurzel {\displaystyle {\sqrt {\tfrac {m+1}{m}}}} und bewies ganz allgemein die Irrationalität beliebiger Wurzeln {\displaystyle {\sqrt[{n}]{\tfrac {m+1}{m}}}}. Der Grund für diese Verallgemeinerung ist seine Antithese gegen die Harmonik des Aristoxenos, die auf rationalen Vielfachen des Tons (Halbton … n-tel-Ton) aufbaut. Denn in der pythagoreischen Harmonik hat der Ton (Ganzton) die Proportion 9:8, was Euklid zu seiner Antithese „Der Ton ist weder in zwei noch in mehrere gleiche Teile teilbar“ veranlasste; sie setzt allerdings kommensurable Frequenzen voraus, die in der pythagoreischen Harmonik bis zum Ende des 16. Jahrhunderts (Simon Stevin) angenommen wurden. Die Antithese „Die Oktave ist kleiner als 6 Ganztöne“ stützte er auf die Berechnung des pythagoreischen Kommas. Ferner enthält Euklids Teilung des Kanons – wie ihr Titel signalisiert – die älteste überlieferte Darstellung eines Tonsystems am Kanon, einer geteilten Saite, und zwar eine pythagoreische Umdeutung des vollständigen diatonischen Tonsystems des Aristoxenos. Euklids Tonsystem wurde durch Boethius tradiert; es wurde in der Tonbuchstaben-Notation Odos zur Grundlage des modernen Tonsystems.

## Eponyme
Nach Euklid sind folgende mathematische Strukturen benannt:
- Euklidischer Abstand, die Länge der direkten Verbindung zweier Punkte in der Ebene oder im Raum
- Euklidischer Algorithmus, ein Verfahren zur Berechnung des größten gemeinsamen Teilers zweier natürlicher Zahlen
- Euklidische Geometrie, die anschauliche Geometrie der Ebene oder des Raums
- Euklidischer Körper, ein geordneter Körper, in dem jedes nichtnegative Element eine Quadratwurzel besitzt
- Euklidische Norm, die Länge eines Vektors in der Ebene oder im Raum
- Euklidischer Raum, der Anschauungsraum, ein reeller affiner Raum mit dem Standardskalarprodukt
- Euklidische Relation, eine Relation, für die gilt: stehen zwei Elemente jeweils zu einem dritten in Relation, dann stehen sie auch zueinander in Relation
- Euklidischer Ring, ein Ring, in dem eine Division mit Rest möglich ist
- Euklidische Werkzeuge, die erlaubten Handlungen bei der Konstruktion mit Zirkel und Lineal

Zudem sind nach Euklid folgende mathematische Sätze und Beweise benannt:
- Euklids Beweis der Irrationalität der Wurzel aus 2, der erste Widerspruchsbeweis in der Geschichte der Mathematik
- Höhensatz des Euklid: In einem rechtwinkligen Dreieck ist das Quadrat über der Höhe flächengleich dem Rechteck aus den Hypotenusenabschnitten
- Kathetensatz des Euklid: In einem rechtwinkligen Dreieck sind die Kathetenquadrate jeweils gleich dem Produkt aus der Hypotenuse und dem zugehörigen Hypotenusenabschnitt
- Lemma von Euklid: Teilt eine Primzahl ein Produkt zweier Zahlen, dann auch mindestens einen der beiden Faktoren
- Satz von Euklid: Es gibt unendlich viele Primzahlen

Weiter sind nach Euklid benannt:
- Euclides (Mondkrater), ein Krater auf der Mondvorderseite
- (4354) Euclides, ein Asteroid des Hauptgürtels
- Euclid, Weltraumteleskop der ESA

## Ausgaben und Übersetzungen
- Johan Ludvig Heiberg, Heinrich Menge (Hrsg.): Euclidis Opera Omnia. 9 Bände, Teubner, Leipzig 1888–1916 (griechisch/lateinisch), genauer 8 Bände mit Supplement (der Kommentar zu den Elementen von Al-Nayrizi in der Übersetzung von Gerhard von Cremona herausgegeben von Maximilian Curtze)
- Euklid: Die Elemente. Bücher I–XIII. Hrsg. u. übers. v. Clemens Thaer. (= Ostwalds Klass. d. exakten Wiss. 235). 4. Auflage. Harri Deutsch, Frankfurt am Main 2003, ISBN 3-8171-3413-4.
- Euclid: The thirteen books of Euclid’s elements. Hrsg. u. übers. v. Thomas Heath, 3 Bände, Cambridge University Press 1908, Nachdruck Dover 1956 (englische Übersetzung mit ausführlichem Kommentar und Einleitung zu Euklid)
- Euklides: Data. Die Data von Euklid, nach Menges Text aus d. Griech. übers. u. hrsg. v. Clemens Thaer. Springer, Berlin 1962.
- The Medieval Latin Translation of the Data of Euclid. übersetzt von Shuntaro Ito, Tokyo University Press, 1980, Birkhauser, 1998.
- Euklid: Sectio canonis. neu ediert, übersetzt und kommentiert in: Oliver Busch: Logos syntheseos. Die euklidische Sectio canonis, Aristoxenos, und die Rolle der Mathematik in der antiken Musiktheorie. Hildesheim 2004, ISBN 3-487-11545-X.
- Paul ver Eecke Euclide, L’Optique et la catoptrique. Paris, Brügge 1938 (französische Übersetzung der Optik)

## Literatur

Euclides, 1703